# La Florida (Chile)
La Florida es una comuna ubicada en el sector suroriente de la ciudad de Santiago, la capital de Chile. Forma parte de la Provincia de Santiago; limita al norte con las comunas de Macul y Peñalolén, al este con San José de Maipo, al sur con Puente Alto y al oeste con San Joaquín, La Granja y La Pintana. Durante los años 1980 y parte de los años 1990, fue la comuna más poblada del país. Actualmente cuenta con 366 916 habitantes y es la quinta más poblada de Chile tras Antofagasta, Puente Alto, Santiago y Maipú.
La Florida es una comuna residencial y está compuesta principalmente por familias de nivel socioeconómico medio, ubicándose en el lugar número 12 entre las 346 comunas que conforman Chile en términos de Índice de Desarrollo Humano. Asimismo, es parte del Distrito Electoral N°12 (Metropolitana Cordillera) y pertenece a la circunscripción senatorial N.º 7 (Región Metropolitana de Santiago).

## Historia
La zona era lugar de campesinos y medieros que se habían dedicado a cultivar y cosechar la tierra durante el siglo XIX. Sobre los terrenos de la actual comuna, existían varias haciendas. La más conocida era la Hacienda de Lo Cañas. Este lugar precordillerano fue escenario de la Guerra Civil de 1891: la masacre de Lo Cañas.
Con el Decreto de Creación de Municipalidades del 22 de diciembre de 1891, se crea en el Departamento de La Victoria la Municipalidad de Lo Cañas, integrada por las subdelegaciones 15.ª, Lo Cañas; 16.ª, El Peral; 17.ª, Granja y 18.ª, Camino de Santiago. Al año siguiente, queda suprimida al crearse por ley de 18 de noviembre de 1892, la Municipalidad de Puente Alto, con las subdelegaciones 12.ª Puente Nuevo de Pirque; 15.ª, Lo Cañas y 16.ª, El Peral, y la Municipalidad de La Granja con las subdelegaciones 17.ª, Granja y 18.ª, Camino de Santiago, en el Departamento de La Victoria.
Francisco Solano Asta-Buruaga y Cienfuegos escribió en 1867 en su Diccionario Geográfico de la República de Chile: 116  sobre el lugar:

Cañas (Fundo de).-—Situado en el departamento de la Victoria, próximo al N. al del Peral, y hacia el SE. de la ciudad de Santiago. El nombre le viene del apellido de un su antiguo dueño.

El 28 de noviembre de 1899 se publica el Decreto de Constitución que da origen a la Municipalidad, que corresponde a la subdelegación 15.ª, Lo Cañas, que dependía hasta entonces de la Municipalidad de Puente Alto, del Departamento de La Victoria.
El geógrafo chileno Luis Risopatrón lo describe como un ‘fundo’ en su libro Diccionario Jeográfico de Chile en el año 1924:: 337 

Cañas (Fundo Lo) 33° 28' 70° 37'. Se encuentra a corta distancia al E de la estación de Bellavista, del ferrocarril a Puente Alto, hacia el SE de la ciudad de Santiago; el nombre le viene del apellido de su antiguo dueño.

Más adelante, por primera vez aparece La Florida como una 'villa'.: 337 

Florida (Villa La) 33° 52' 70° 36'. De corto caserío, con escuelas públicas, se encuentra en medio de valiosas propiedades, a 2,5 kilómetros hacia el SE de la estación de Bellavista, del ferrocarril a Puente Alto; obtuvo el título de villa por decreto de 17 de diciembre de 1896.

Con el DFL 8582 del 30 de diciembre de 1927, se suprime el Departamento de La Victoria que pasa a formar parte del nuevo Departamento de Santiago. Con el DFL 8583 del 30 de diciembre de 1927, se suprime la Municipalidad de La Florida, al pasar la subdelegación 15.ª, Lo Cañas del antiguo Departamento de la Victoria a integrar la nueva comuna-subdelegación de Ñuñoa. En 1934 se restituye la comuna-subdelegación de la Florida.
Desde la década de 1940 la comuna comienza a poblarse, especialmente los sectores de Avenida Walker Martínez, Avenida Vicuña Mackenna, Avenida Rojas Magallanes, y Avenida La Florida, producto de la migración del campo a la ciudad y de la expansión de Santiago.
A partir de 1950 se construyeron las primeras "villas"; conjuntos de casas con urbanización común, utilizando terrenos antes destinados a chacras o parcelas. Entre los años 1960 y 1980, tanto el Estado como empresas constructoras privadas desarrollan proyectos inmobiliarios que aumentaron la densidad poblacional de la comuna, de esta manera La Florida se transformó en una de las "comunas dormitorio" de Santiago.
Desde 1990, la comuna se ha transformado de sector de viviendas a un subcentro por sí mismo, especialmente después de la construcción de líneas del Metro de Santiago y el desarrollo de servicios comerciales, bancarios y educacionales, con un sector céntrico emplazado en los alrededores del edificio de la Municipalidad.

## Medio ambiente

### Geomorfología y componentes abióticos

Trazado simplificado de los ecosistemas y cuerpos de agua presentes en la comuna de La Florida.

La comuna de La Florida se encuentra emplazada en las unidades geomorfológicas de Cordillera andina de retención crionival y Cuenca de Santiago; y presenta según la clasificación climática de Köppen clima mediterráneo de lluvia invernal (Csb), clima mediterráneo de lluvia invernal de altura (Csb (h)), clima mediterráneo frío de lluvia invernal (Csc) y clima semiárido de lluvia invernal (BSk (s)). Esta además se halla en la cuenca hidrográfica de río Maipo. Además, la comuna posee diversos cuerpos de agua, entre los que se destacan el Zanjón de La Aguada.

### Componentes bióticos
Dentro del territorio de la comuna se pueden hallar los siguientes ecosistemas:
- Bosque esclerófilo mediterráneo andino donde predominan Kageneckia angustifolia y Guindilia trinervis (Vulnerable)
- Bosque esclerófilo mediterráneo andino donde predominan Quillaja saponaria y Lithrea caustica (Vulnerable)
- Bosque espinoso mediterráneo andino donde predominan Acacia caven y Baccharis paniculata (Vulnerable)
- Matorral bajo mediterráneo andino donde predominan Chuquiraga oppositifolia y Nardophyllum lanatum (Preocupación menor)

Sin embargo, debido a que parte de su superficie se halla urbanizada, el siguiente ecosistema no posee vestigios sin intervención humana:
- Bosque espinoso mediterráneo interior donde predominan Acacia caven y Prosopis chilensis

### Medidas de protección ambiental y conflictos socioambientales
Hasta 2022, la comuna de La Florida cuenta con las siguientes zonas que poseen algún nivel de protección ambiental:
- Contrafuerte Cordillerano (Sitios ERB)[16]
- El Morado (Sitios Ley 19.300)[17]
- Quebrada de Macul (Iniciativa de Conservación Privada)[18]

## Demografía

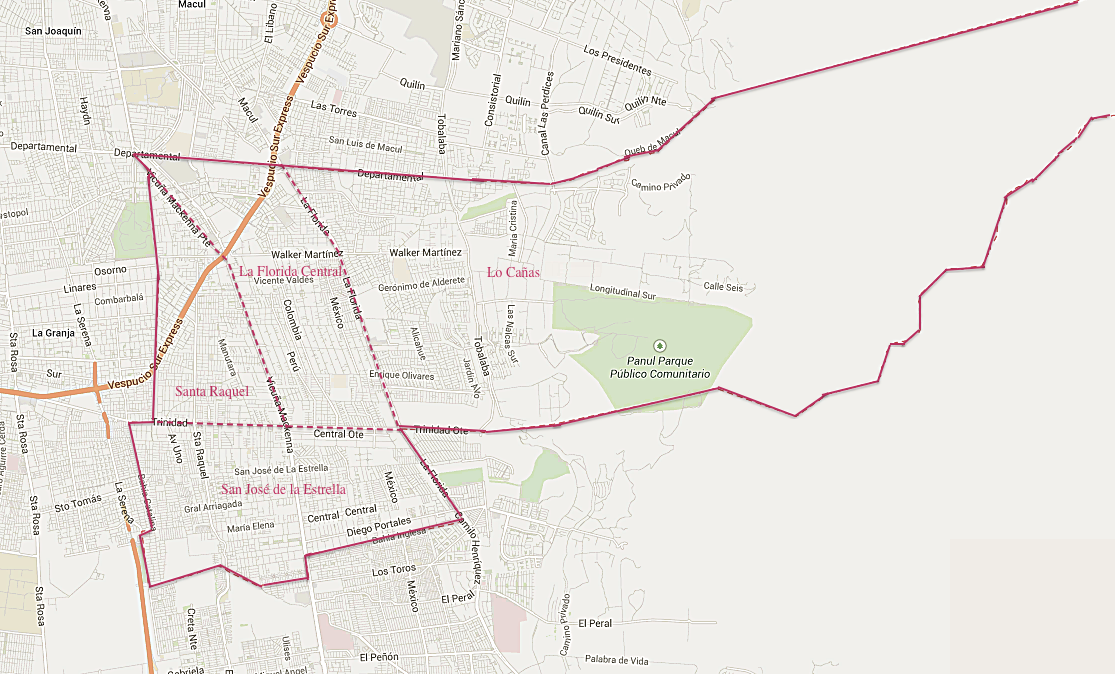
La comuna de La Florida divida en sus cuatro zonas características

En la década de 1990, La Florida se caracterizó por ser la comuna más poblada de Chile. Eso se produjo debido a una creciente expansión de la capital que significó la construcción de nuevos barrios residenciales en lugares no tan próximos al centro de Santiago y con ello el aumento poblacional en comunas como La Florida. Sin embargo, el creciente desarrollo inmobiliario de Puente Alto y Maipú durante la década de los 2000 tuvo como consecuencia la caída de La Florida al tercer puesto en el ranking de las comunas más habitadas del Gran Santiago.

### Zonas

#### Santa Raquel
La zona que va desde la Avenida Vicuña Mackenna Poniente al nororiente, el límite con la comuna de La Granja al poniente, y Avenida Trinidad al sur, se conoce como Santa Raquel debido a la calle del mismo nombre que cruza toda el área y se constituye como una de las vías más importantes del sector. Aquí se encuentra una extensa población de clase trabajadora conocida como Villa O'Higgins.
Asimismo, Santa Raquel posee la mayor densidad de población de las cuatro zonas, así como una superficie de 11 492 km², lo cual la vuelve el área más pequeña de todas. También existe una gran variedad de colegios, mayoritariamente privados (como el Colegio Santa Cecilia). Este sector es mayoritariamente residencial, por lo cual cuenta con escaso comercio.

#### San José de la Estrella
El área denominada San José de la Estrella, limita al poniente con La Pintana y La Granja, al sur con la comuna de Puente Alto, al norte con Avenida Trinidad, y al oriente con Avenida La Florida. Posee un área de 12 369 km², lo que la convierte en la segunda zona más pequeña dentro de las cuatro. Tiene un comercio creciente debido a que es atravesada por la Avenida Vicuña Mackenna, que constituye la principal conexión entre la populosa comuna de Puente Alto y el centro de la capital. 
Es un sector con gran plusvalía, en el que últimamente se han construido una gran cantidad de edificios residenciales. También está acá el club Costa Varua, bastante concurrido por la gente del sector así como de comunas aledañas. Exactamente en el límite sur de esta zona, que coincide con el límite de La Florida y Puente Alto, se encuentra el Mall Plaza Tobalaba.

#### La Florida Central

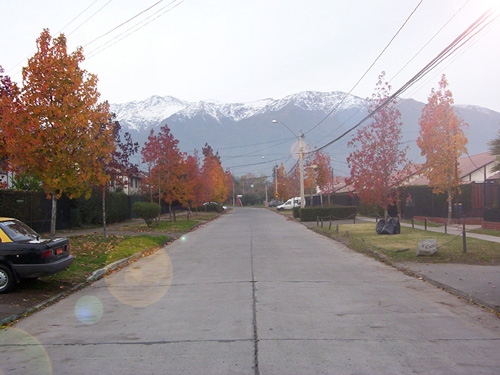
Barrio residencial típico de La Florida Central

El sector comprendido como La Florida propiamente tal  — o La Florida Central — comprende a todo lo que se encuentre entre Avenida La Florida, Avenida Departamental, Avenida Vicuña Mackenna Poniente y Avenida Trinidad. Tiene una superficie de 15 066 km². En este sector se encuentra la mayoría del comercio, como el Mall Plaza Vespucio, el Mall Florida Center, bancos, el Estadio Bicentenario Municipal de La Florida, el Hospital de La Florida, y sedes de universidades, clínicas y supermercados. 
A pesar de lo anterior, los sectores oriente,sur y norte de esta área son residenciales (edificios, villas y condominios). También se encuentran acá algunos de los colegios con mejor rendimiento en la comuna, entre ellos: Colegio Raimapu, Colegio Amancay de La Florida y Colegio Antilhue.

#### Lo Cañas

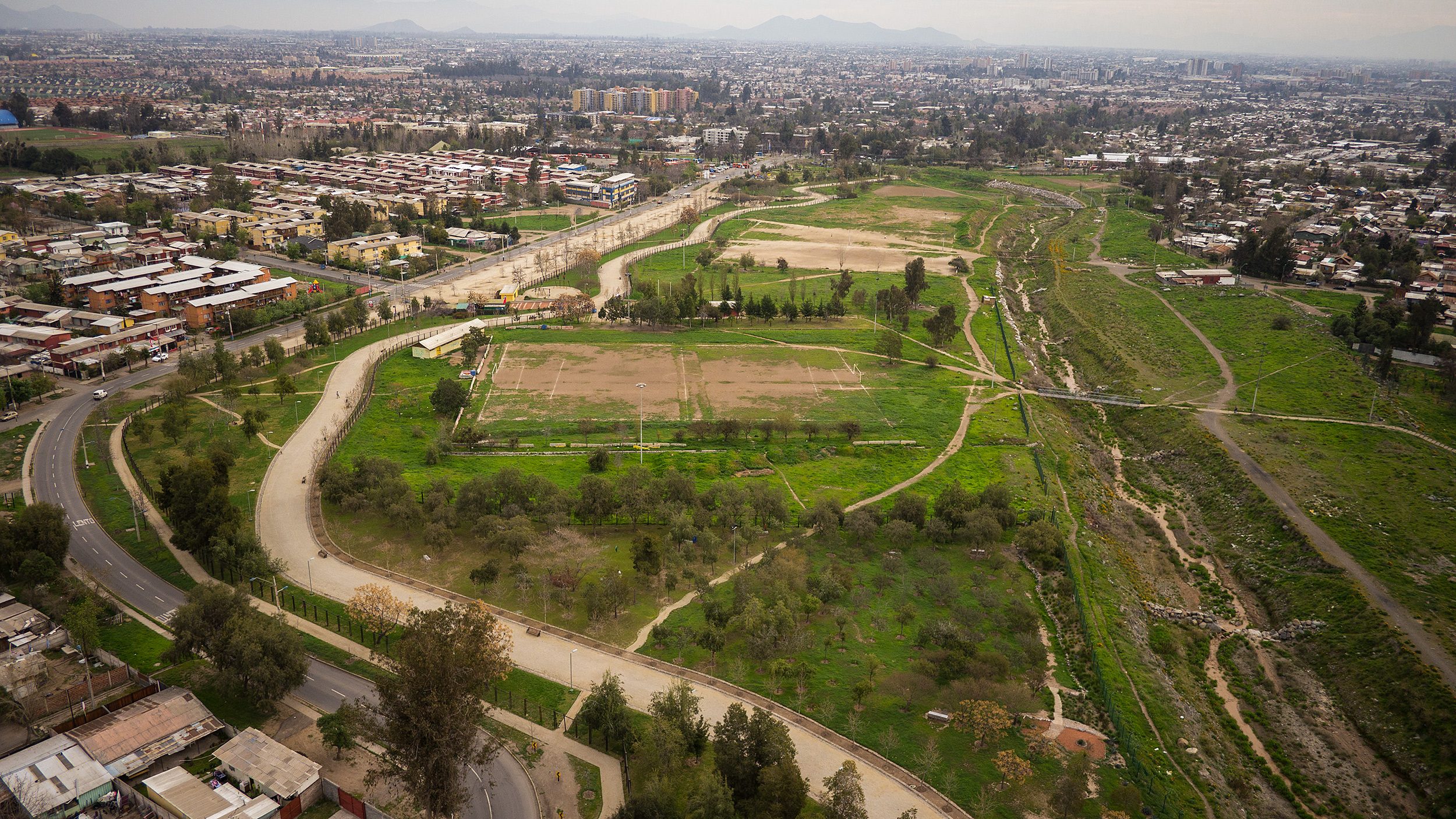
Parque Quebrada de Macul en 2013

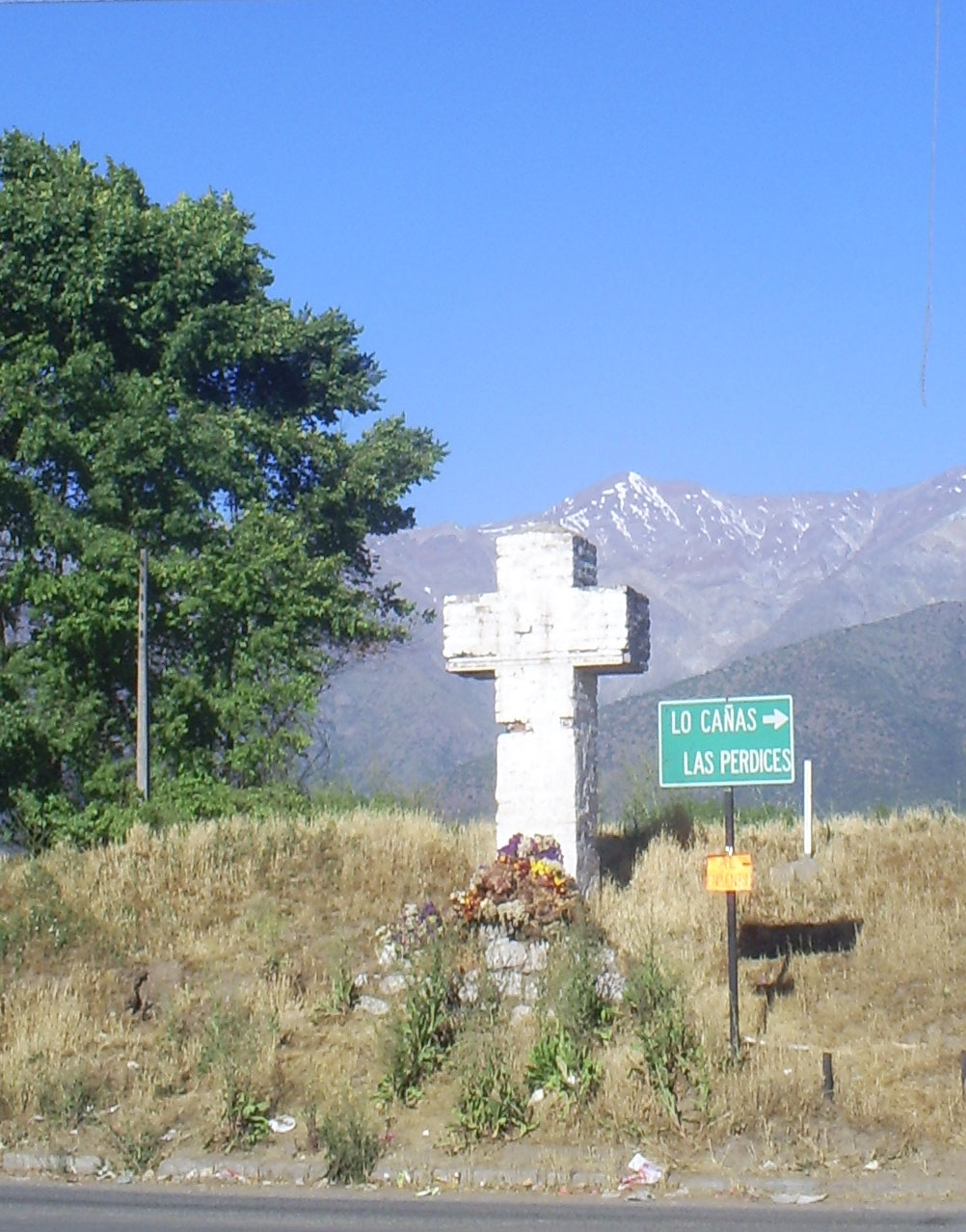
Cruz que recuerda la masacre de Lo Cañas.

Es el sector comprendido desde la Avenida La Florida hacia la precordillera de Los Andes, sobre la falla de San Ramón se ubica Lo Cañas. La superficie de esta zona es de 31 273 km², es decir, la mayor de las cuatro. Sin embargo, gran parte son zonas montañosas y deshabitadas. En la actualidad es el barrio residencial con mayor plusvalía y crecimiento en la comuna, con numerosos proyectos inmobiliarios, algunos de los mejores colegios (American British School, Colegio Playground, Instituto La Salle, Colegio Latino Cordillera, Colegio Pablo Apóstol, Colegio Alicante y Colegio Patrona Nuestra Señora de Lourdes) y algunos centros de comercio. Se han construido gran cantidad de condominios de casas y departamentos. Cuenta con un Parque Ecológico y Santa Teresa, ambos fundados luego del aluvión del 3 de mayo de 1993. También cuenta con La Media Luna de La Florida, varios supermercados y centros deportivos. 
Lo Cañas es un lugar histórico donde existe una Cruz que recuerda la Matanza de Lo Cañas durante la Guerra Civil de 1891. Debido al terremoto del 27 de febrero, se cayó. En el mes de agosto del 2010, comenzó la reconstrucción de una nueva cruz que fue inaugurada el 4 de septiembre de ese mismo año.

## Administración

### Municipalidad

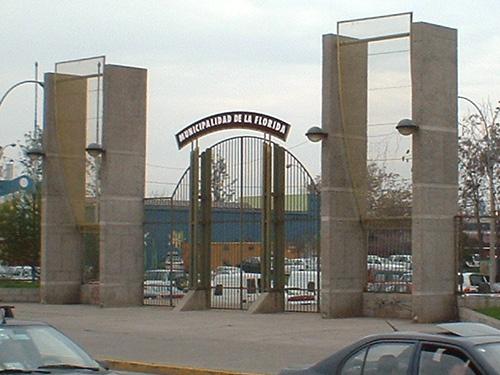
Municipalidad.

La Ilustre Municipalidad de La Florida es dirigida en el periodo 2024-2028 por el alcalde Daniel Reyes Morales (Independiente -Unión Demócrata Independiente), quien es asesorado por los siguientes concejales:
- Felipe Mancilla Mejías (RN)
- Renata Santander Ramírez (RN)
- Leticia Lagos Vidal (RN)
- Hugo Herrera Baeza (RN)
- Alejandra Parra Galasso (UDI)
- Martina Díaz Carrasco (REP)
- José Seves Rojas (PC)
- Victoria Oyarzún Carvajal (PC)
- Lia Gálvez Fuentes (Frente Amplio)
- Reinaldo Rosales Méndez (PPD)

### Representación parlamentaria
La Florida es parte del Distrito Electoral N°12 y pertenece a la 7.ª circunscripción senatorial (Región Metropolitana). Es representada en la Cámara de Diputados del Congreso Nacional por los siguientes diputados en el periodo 2022-2026:
Chile Vamos (1)
- Ximena Ossandón Irarrázabal (RN)

Partido Republicano
- Álvaro Carter Fernández (PREP)

Apruebo Dignidad (2)
- Daniela Serrano (PCCh)
- Ana María Gazmuri (AH)

Dignidad Ahora (3)
- Pamela Jiles Moreno (Ind.)
- Mónica Arce Castro (PH)
- Hernán Palma Pérez (Transformar Chile)

A su vez, en el Senado la representan Fabiola Campillai Rojas (Ind), Claudia Pascual (PCCh), Luciano Cruz Coke (EVOP), Manuel José Ossandon (RN) y Rojo Edwards (PRCh) en el periodo 2022-2030.

## Economía
En 2018, la cantidad de empresas registradas en La Florida fue de 8.016. El Índice de Complejidad Económica (ECI) en el mismo año fue de 2,04, mientras que las actividades económicas con mayor índice de Ventaja Comparativa Revelada (RCA) fueron Agencias de Contratación de Actores (43,52), Recolección de Productos Marinos, como Perlas Naturales, Esponjas, Corales y Algas (39,22) y Venta al por Menor de Flores, Plantas, Árboles, Semillas y Abonos (35,42).

## Deportes

### Estadio Bicentenario Municipal de La Florida

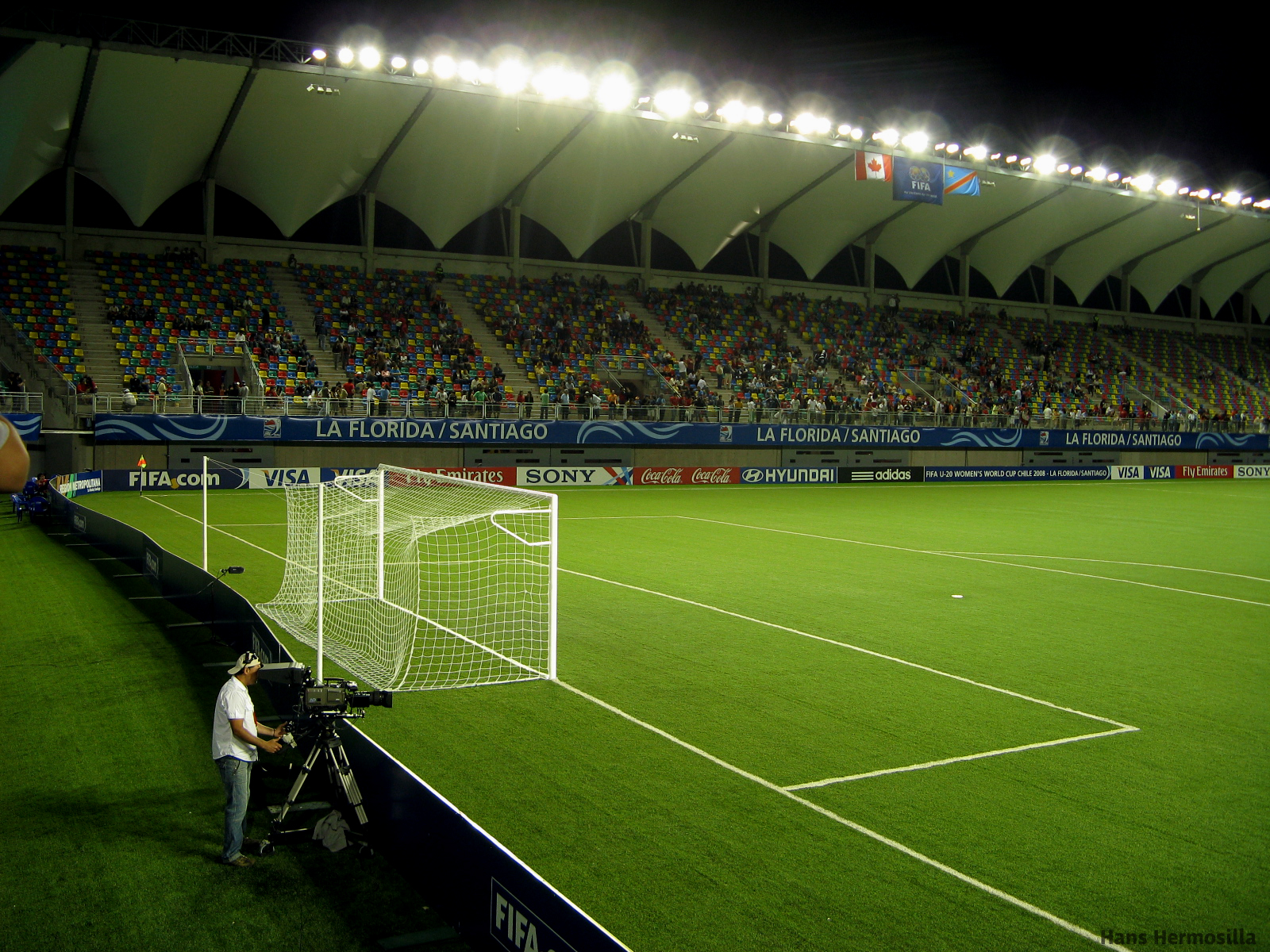
El Bicentenario de La Florida durante un partido de la Copa Mundial Femenina de Fútbol Sub-20 de 2008, para el cual fue reconstruido.

Fundado en 1986, en la calle Enrique Olivares 1003, es ocupado por el club Audax Italiano, el cual ejerce de local. El estadio es propiedad del Municipio de La Florida, aunque entregado en comodato al club por treinta años desde el año 2008. En los años 1980 cuando Audax militaba en la Segunda División, comenzó a ejercer de local en el Estadio Municipal de La Florida, en ese entonces con una capacidad de siete mil personas.
Tras una reconstrucción con miras a la Copa Mundial Femenina de Fútbol Sub-20 de 2008 fue inaugurado el 12 de noviembre de ese año. El recinto tiene una superficie de unos veinticinco mil metros cuadrados, posee una cancha de pasto sintético y una capacidad para 12.000 espectadores.

## Transporte

### Avenidas
Avenida Rojas Magallanes es la calle donde se inició el poblamiento de la comuna, exactamente en la intersección con Avenida La Florida. Nace en las faldas de la cordillera, en una zona de barrios de reciente construcción en los antiguos terrenos de la Viña Zavala. Tras pasar Avenida La Florida, atraviesa una serie de calles con nombres de países. En Vicuña Mackenna se le denomina Paradero 18. En dicho lugar se encuentra en el metro la estación homónima.
Al cruzar Vicuña Mackenna cambia de numeración y comienzan la Villa Calaf y Cabaña y la Villa O'Higgins. En este sector se forma en los días domingos una de las ferias libres más importantes de Santiago. Tras cruzar la Avenida Santa Raquel termina en la intersección con Américo Vespucio.

### Metro de Santiago

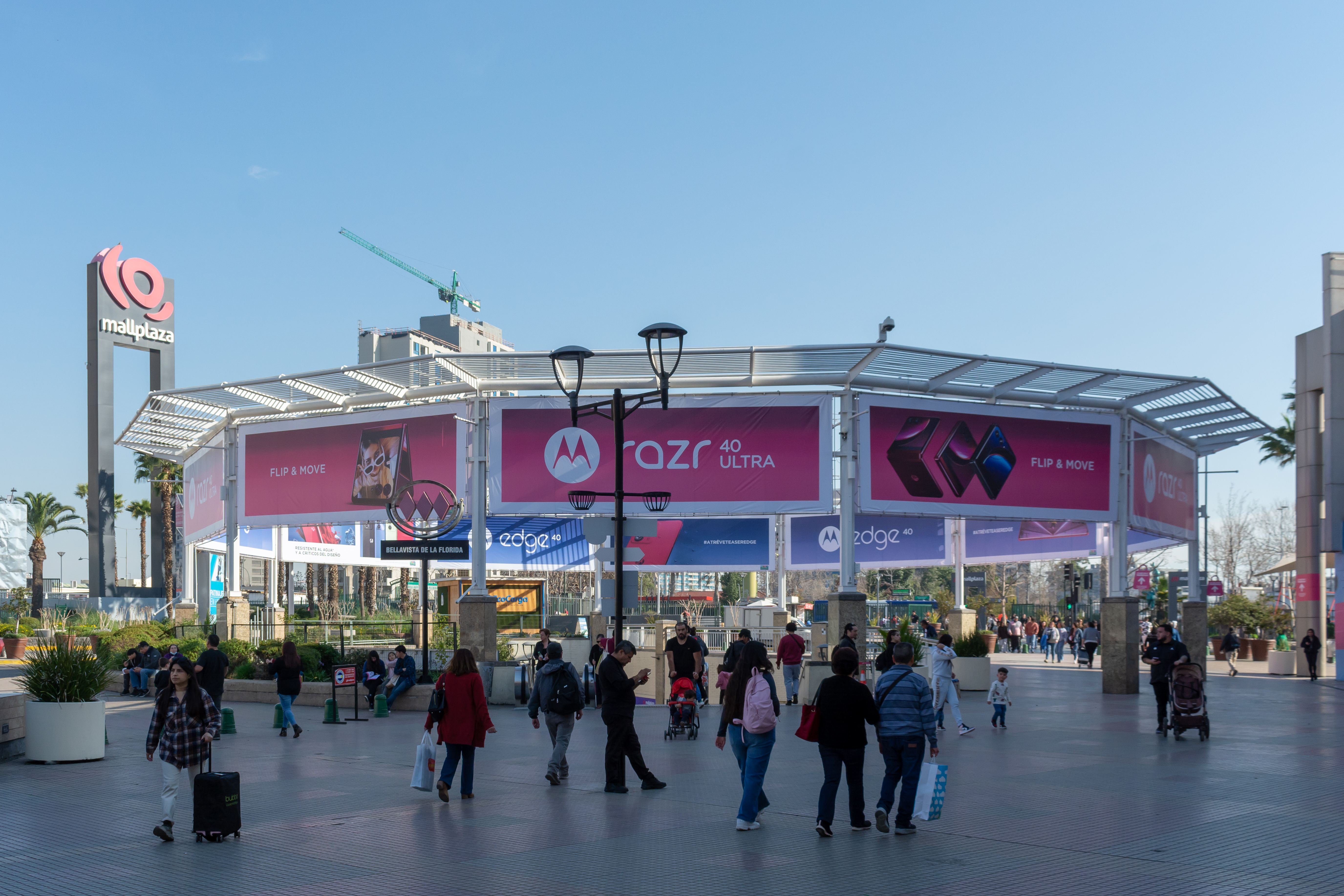
Estación de Metro Bellavista de La Florida y Mall Plaza Vespucio (actualmente demolida).

La llegada del Metro mediante la construcción de la Línea 5, en 1997, consolidó el crecimiento comercial que estaba teniendo la comuna desde los años 1980, convirtiendo a esta comuna en un «subcentro», pues la gente no tiene que ir hasta el centro de Santiago para hacer trámites, sino que los hace más cerca de su hogar. En el año 2005 se inauguró la estación Vicente Valdés que es parte de la Línea 4.
En La Florida hay once estaciones del Metro de Santiago, donde dos de ellas son combinaciones, las que corresponden a tres líneas, una está en planificación, la cual estará operativa para el año 2032:
- Línea 4: Macul • Vicuña Mackenna • Vicente Valdés • Rojas Magallanes • Trinidad • San José de la Estrella • Los Quillayes
- Línea 4A: Vicuña Mackenna • Santa Julia
- Línea 5: Pedrero • Mirador • Bellavista de La Florida • Vicente Valdés
- Línea 8: Macul • Walker Martínez • Rojas Magallanes • Trinidad (nombres tentativos)

Con la llegada del sistema de transportes Transantiago al sector, la existente red de buses de acercamiento al Metro llamada Metrobus fue complementada con los recorridos de la Zona E de buses locales de Transantiago. Así también existen recorridos troncales que atraviesan la comuna y permiten llegar a lugares más alejados. La comuna es atravesada de norponiente a nororiente por la Autopista Vespucio Sur.

### Ciclismo
En 2014 el municipio decidió entrar como parte del sistema de bicicletas públicas compartidas Bikesantiago, el cual se implementó en la comuna a fines del 2015.